# Takayoshi Taniguchi
Pour les articles homonymes, voir Taniguchi.
Takayoshi Taniguchi (谷口 隆義, Taniguchi Takayoshi, né le 18 avril 1949) est un homme politique membre de la chambre des représentants à la diète (le parlement national). Il appartient au  New Komeito Party. Né à Osaka, il est diplômé de l'université préfectorale d'Osaka.
En 2002, il est vice-ministre des finances.
En 2008, il est vice-ministre des affaires intérieures et des communications.